# عفيف دمشقية
عفيف دمشقية (1931 - 1996) هو لغوي وباحث وأكاديمي ومترجم لبناني، له العشرات من المؤلفات في اللغة العربية والترجمات عن تاريخ الإسلام، والروايات، ولعل أبرز ترجماته هي أعمال الروائي اللبناني الفرنسي أمين معلوف، و«خفة الكائن التي لا تحتمل خفته» لميلان كونديرا. ونقد العقل السياسي لريجيس دوبريه، وكانت له آراء وأفكار طرحها في مؤلفاته وحوارات في تاريخ اللغة، وتجديد النحو العربي، أثارت النقاش والجدال في لبنان والعالم العربي. وقد كتبت في أعماله رسائل وأطاريح أكاديمية. وتم تكريمه عبر إطلاق اسمه على قاعة المحاضرات الكبرى في كلية الآداب والعلوم الإنسانية في الجامعة اللبنانية.

## سيرة ذاتية
ولد عفيف بن أحمد بن محمود بن الشيخ أحمد بن الشيخ سليمان بن مصطفى بن عبد الرزاق بن الشيخ أحمد في بيروت في العام 1931، والده صحافي وإذاعي وشاعر، فكبر على حبّ الكلمة والعروبة والقومية عاش حياته مناضلًا وعصاميًّا، فعلّم نفسه بنفسه، وفي ظروف غاية في الصعوبة حتى أنجز دراساته العليا. مارس تعليم اللغة العربية في البداية في مدارس جمعية المقاصد، ثم انتقل إلى التعليم العالي في كلية الآداب والعلوم الإنسانية في الجامعة اللبنانية لحين وفاته بمرض عضال.
حاز دمشقية إجازة في الأدب العربي عام 1969، وبعد عام حاز شهادة الماجستير في العلوم اللغوية في الجامعة اللبنانية، وبعد سنتين أي في العام 1972 حاز شهادة الدكتوراه في جامعة السوربون في فرنسا، في العلوم اللُّغويَّة والبلاغيَّة.
أدى عفيف دمشقية دوره في ميدان الأدب واللغة والترجمة، ورحل في 10 تشرين الثاني 1996، وشكلت وفاته صدمة للجسم التعليمي في الجامعة اللبنانية والطلاب ولمدارس المقاصد ولاتحاد الكتاب اللبنانيين. وقد كتب مؤخرًا رئيس المركز الثقافي الإسلامي في لبنان د. وجيه فانوس سيرة دمشقية في حلقات نشرتها جريدة اللواء البيروتية.

## نشاطه الثقافي
برزت آراء دمشقية وأفكاره في اللغة وتجديد النحو، عندما بدأ تعليم العلوم اللغوية في كليّة الآداب والعلوم الإنسانيّة في الجامعة اللبنانية، إذ كان من زملائه في الجامعة آنذاك، العالمان اللغويان عبد الله العلايلي، والشيخ صبحي الصالح. وقد صدر له في العام 1976 كتابه «تجديد النحو العربي» الذي لاقى ردود أفعال متباينة من المهتمين باللغة ونحوها، وأثر القراءات القرانية في تطور الدرس النحوي في العام 1978.
انتسب دمشقيَّة إلى اتحاد الكتاب اللبنانيين، وأنتخب غير مرة في هيئته الإدارية، ومنها انتخابه أمينًا عامًا، فكان من النخبة الناشطة في الاتحاد لسنوات عديدة، إضافة إلى نشاطه على صعيدي التأليف والترجمة.
مارس دمشقية إلى جانب التعليم، العمل النضالي والسياسي، فانتسب إلى الحزب الشيوعي اللبناني، وقد كان من ضمن الذين واجهوا الاجتياح الصهيوني لبيروت في العام 1982، كذلك كان له برامج في الإذاعة، منها ما يتعلق بتقديم دروس في اللغة العربية وآدابها أذاعته صوت الشعب غير مرة. وقد عدّت مؤلفاته اللغوية وترجماته من المصادر والمراجع الأساسية لكثير من الباحثين العرب.

### «اللغة العربية بخير»
يقول دمشقية عن مستقبل اللغة العربية:
"لا خوف على العربية، لأن هذه اللغة أقوى من كل الناس، شأنها شأن جميع اللغات. وما دمنا نتعامل بها فهي بخير. والشيء الوحيد، أن على العرب أن يكونوا حريصين، وأن يحاولوا الوقوف في وجه الضربات القاضية التي توجّه إلى اللغة، أما تلك التي تحدث خدوشًا أو كدمات بسيطة فلا تؤثر كثيرًا.
ويشدد على عدم التهاون في التراكيب بصورة خاصة، ويقول:
"يجب أن نمرّن أطفالنا على الأساليب الجيدة الصحيحة منذ الصغر، لكي تنمو معهم هذه اللغة، وإذا كان هناك من مسؤولية على العرب، فهي أن يحسنوا تعليم اللغة القومية بإعداد المعلمين الأكفياء، وتأليف الكتب تأليفًا جيدًا، وحينئذ تظل اللغة بخير، وهي بخير وستظل بخير، على الرغم من كل ما يعترضها من كدمات وتكالبات وتألب من المغرضين، أو من الذين لا يؤمنون بأنفسهم، ويرون كل ما هو من الخارج قمة في العظمة وغير ذلك". 

### نشاطه في الترجمة
برز دمشقية في الترجمة من اللغة الفرنسية إلى العربية، وكانت له أعمال مترجمة أصبحت منهجًا لمترجمين عرب آخرين، لعل أشهر ترجماته أعمال أمين معلوف، ورواية «خفة الكائن التي لا تُحتمل» عن دار الآداب، كما نقل إلى العربية (عن الفرنسية) عددًا من المؤلفات الفكرية والأدبية. عن رأيه في الترجمة يقول دمشقية:
«إن الترجمة عمل صعب. لكن إذا كان المترجم يملك قدرًا وافيًا من اللغة التي يترجم عنها، ويملك ناصية لغته الأم، فإنه قلما تقف في وجهه عقبات، لأن الإنسان الذي يملك قاموسًا لغويًّا، ويكون عارفًا بأسرار اللغة من حيث تراكيبها، وتقديم التأخير، وغير ذلك، لا تقف في وجهه صعوبات. المشكلة هي أن يتنطّح أناس للترجمة، قاموسهم اللغوي ضئيل، وتعمّقهم في تراكيب اللغة العربية، وطرق التوصيل والإبلاغ محدودة جدًا. من هنا تصبح الترجمة عملاً حرفيًا يدعو إلى الضحك في بعض الأحيان».

## مؤلفاته
لدمشقية عدة مؤلفات وكتابات ودراسات وترجمات، وأعمال إذاعية، منها:

### في اللغة العربية
- الانفعالية والإبلاغية في بعض قصص ميخائيل نعيمة - 1975[31][32][33]
- تجديد النحو العربي - 1976[34][35] وط. 2 في العام 1981[36]
- أثر القراءات القرآنية في تطور الدرس النحوي 1978[37]
- المنطلقات التأسيسية والفنية إلى النحو العربي - 1978[38][39]
- خطى متعثرة على طريق تجديد النحو العربي (دراسات في اللغة) - 1980[40] وفي العام 1992[41][42]
- كتاب: الترجمة
- كتاب: لغتنا - 1982 و1990[43]

### في الترجمة

#### - أعمال أمين معلوف
- الحروب الصليبية كما رآها العرب[44]
- ليون الأفريقي[45]
- حدائق النور[46]
- سمرقند[47][48]
- صخرة طانيوس[49]

#### - أعمالاسماعيل كاداريه
- الجسر[50]
- قصة مدينة الحجر[51]
- الوحش[52]

#### - ترجمات أخرى
- خفة الكائن التي لا تحتمل خفته - ميلان كونديرا[53]
- نقد العقل السياسي - ريجيس دوبريه[4]
- الأجراس - إيريس مردوخ[54]
- إنسانية الإسلام - مارسيل بوازار[55]
- كيف نفهم الإسلام - فريتجوف شيون
- - باهيا - جورجي آمادو (بالاشتراك مع محمد عيتاني)[56]
- العجوز الذي كان يقرأ روايات غراميّة - لويس سبولفيدا[57]
- - مذكرات أدريان - مارغريت يورسينار[58]
- - مورياك (بقلمه) - بيار هنري سيمون

## وصلات خارجية
- عفيف دمشقية (الحلقة الأولى) عاشق الإثنين: اللُّغة العربيَّة والحياة
- عفيف دمشقية (الحلقة الثَّانية) عاشق الإثنتين: اللُّغة العربيَّة والحياة
- معجم الأدباء 1-7 من العصر الجاهلي حتى سنة 2002م ج4
- موسوعة المترجمين العرب نسخة محفوظة 19 نوفمبر 2019 على موقع واي باك مشين.
- آل دمشقية